# Aparell amovible

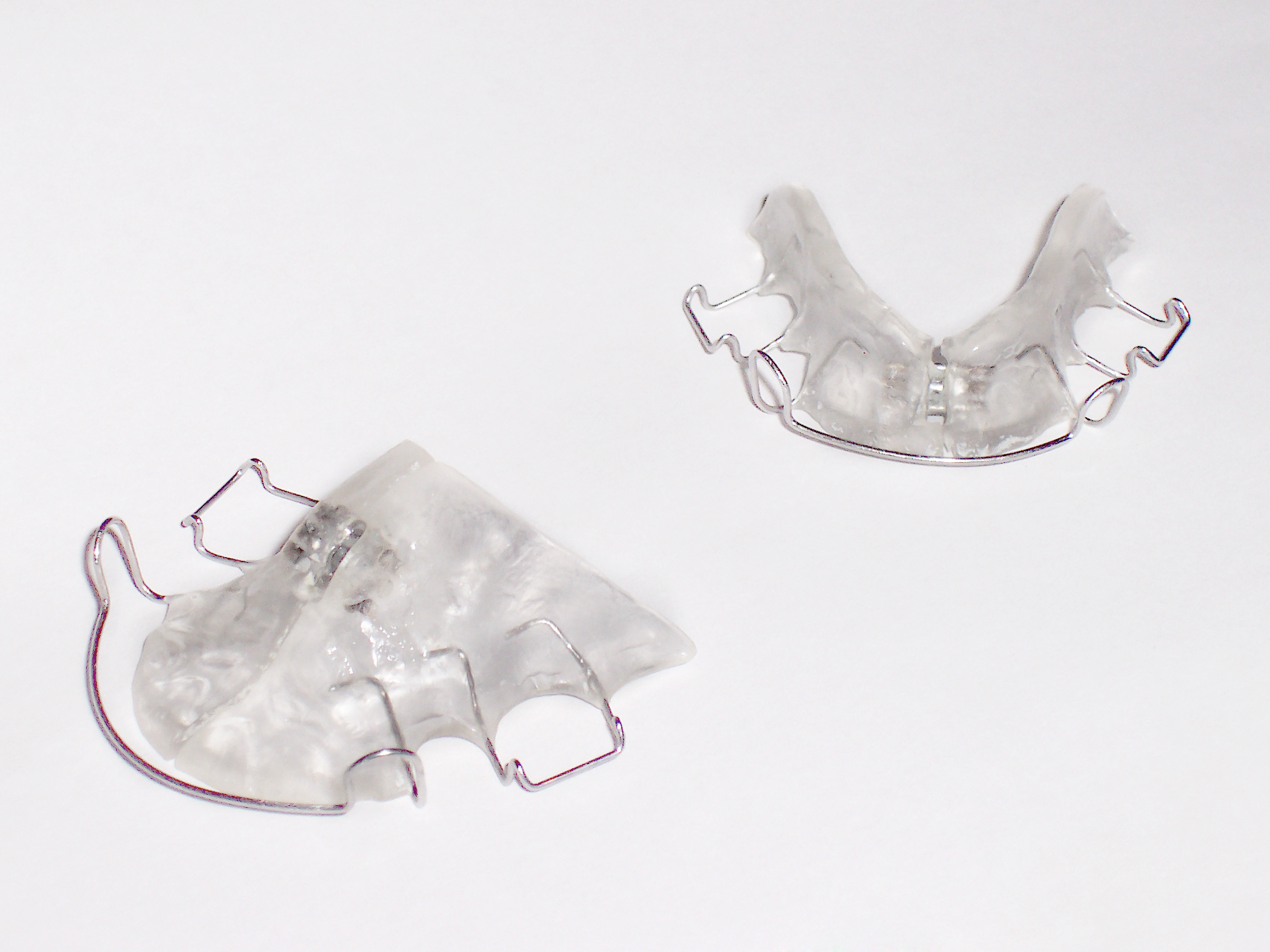
Plaques actives amb arcs labials, ganxos d'Adams i cargols d'expansió.

Un aparell amovible és un tipus de tractament d'ortodòncia utilitzat en la dentició temporal i mixta per poder provocar canvis histològics en els teixits de l'òrgan masticatori a través d'estímuls mecànics en dents i periodonci. D'aquesta manera, determinats estats patològics diagnosticats en la dentició temporal, es corregeixen amb l'ús d'aquesta aparells. Per dur a terme el tractament, s'usen les plaques amovibles actives, que són elaborades en el laboratori dental pel protètic.